# Guide (Hainan)

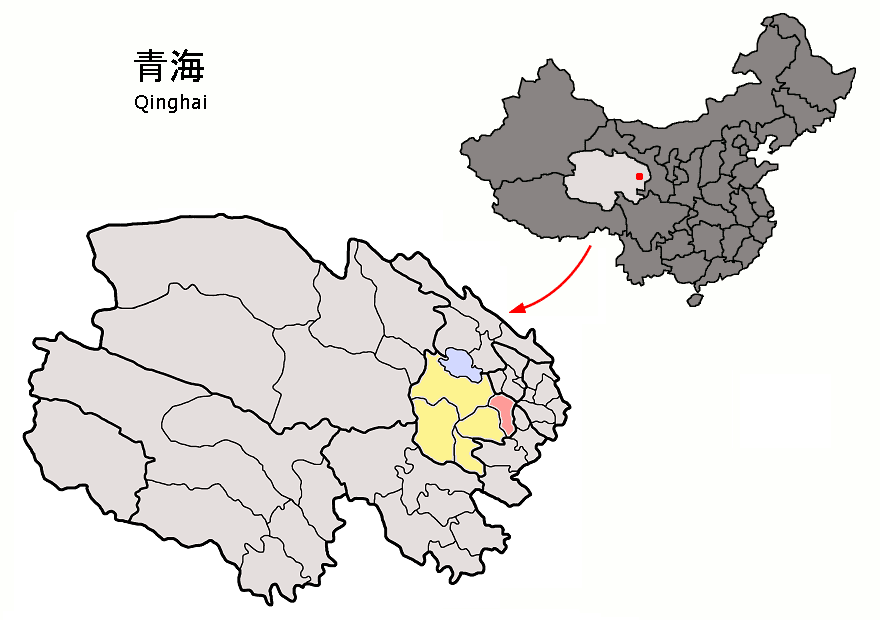
Lage des Kreises Guide in Qinghai

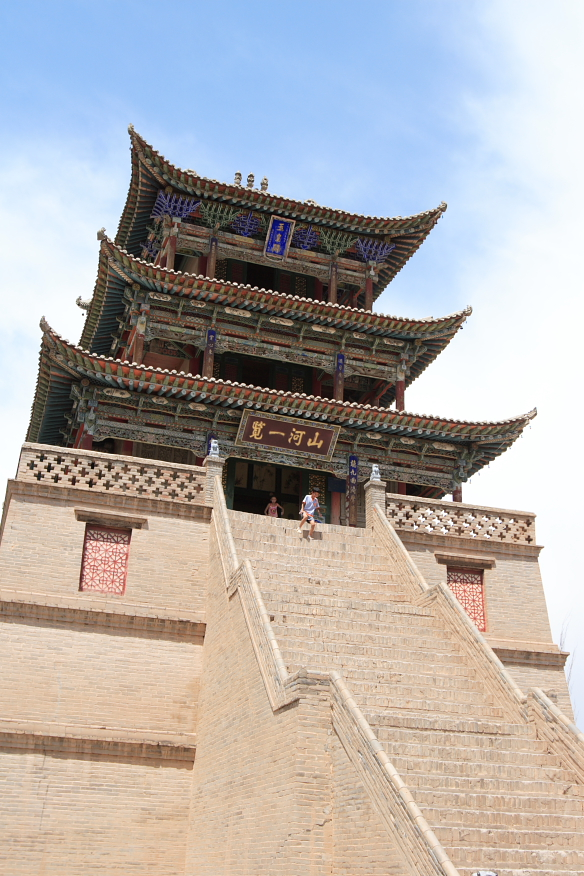
Yuhuang Ge

Der Kreis Guide (chin. Guìdé Xiàn 贵德县; tib. Thrika; Wyl. khri ka) gehört zum Autonomen Bezirk Hainan der Tibeter in der chinesischen Provinz Qinghai. Guide hat eine Fläche von 3.509 km² und 105.645 Einwohner (Stand: Zensus 2020). Auf Gemeindeebene setzt sich Guide aus vier Großgemeinden, zwei Gemeinden und einer Nationalitätengemeinde zusammen. Hauptort, politisches und wirtschaftliches Zentrum und Sitz der Kreisregierung ist die Großgemeinde Heyin (河阴镇).
Der Konfuzianische Tempel von Guide und der Yuhuang-Pavillon (Guide wenmiao ji Yuhuang ge) stehen auf der Liste der Denkmäler der Volksrepublik China (5-437).

## Administrative Gliederung
Auf Gemeindeebene setzt sich der Kreis aus vier Großgemeinden und drei Gemeinden zusammen. Diese sind (Pinyin/chin.):
- Großgemeinde Heyin 河阴镇
- Großgemeinde Laxiwa 拉西瓦镇
- Großgemeinde Hexi 河西镇
- Großgemeinde Changmu 常牧镇

- Gemeinde Hedong 河东乡
- Gemeinde Garang 尕让乡
- Gemeinde Xinjie der Hui 新街回族乡

## Ethnische Gliederung der Bevölkerung (2000)
Beim Zensus im Jahr 2000 hatte Guide 91.552 Einwohner.
| Name des Volkes | Einwohner | Anteil  |
| --------------- | --------- | ------- |
| Han             | 45.076    | 49,24 % |
| Tibeter         | 32.877    | 35,91 % |
| Hui             | 11.783    | 12,87 % |
| Tu              | 1.305     | 1,43 %  |
| Salar           | 286       | 0,31 %  |
| Mongolen        | 95        | 0,1 %   |
| Manju           | 37        | 0,04 %  |
| Dongxiang       | 13        | 0,01 %  |
| Tujia           | 13        | 0,01 %  |
| Miao            | 12        | 0,01 %  |
| Bonan           | 10        | 0,01 %  |
| Uiguren         | 9         | 0,01 %  |
| Bai             | 8         | 0,01 %  |
| Sonstige        | 28        | 0,03 %  |